# Vết nứt Dnieper-Donets

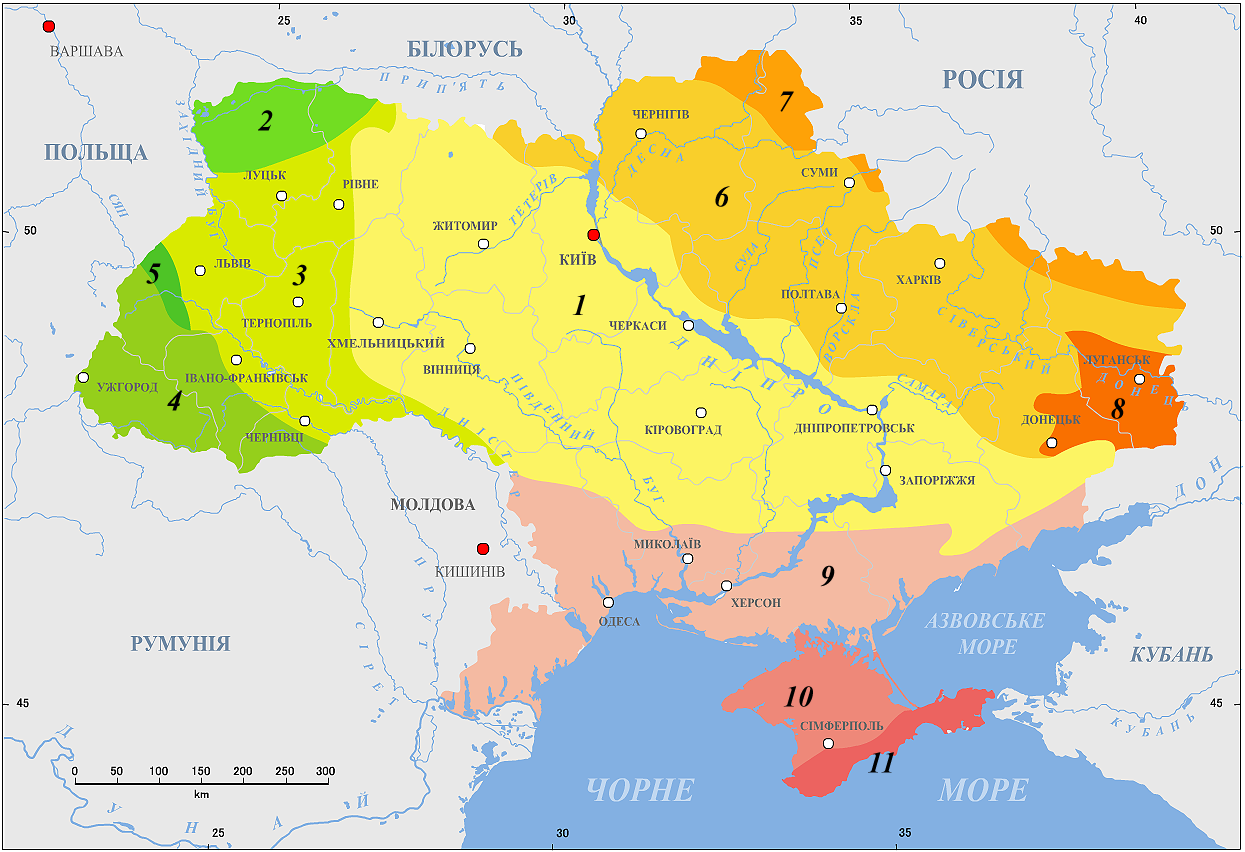
Bản đồ địa chất Ukraine.
1. Ukrainian Shield
6. Dnieper-Donets Rift
7. Voronezh Massif

Vết nứt Dnieper-Donets hoặc Vết nứt Pripyat-Dnieper-Donets (còn được gọi là "paleorift" và " aulacogen ") là một vết nứt chạy về phía đông trong Sarmatian Craton được phát triển và hoạt động mạnh nhất trong thời kỳ Đại Cổ sinh. Sự rạn nứt kéo dài từ cuộc suy thoái Caspian ở Nga đến miền bắc Ukraine đi qua khu vực Donbass. Vết nứt này ngăn cách Voronezh Massif ở phía bắc với Ukraine Shiled ở phía nam.
Các Paleorift Dnepr-Donets là địa điểm ở thời kỳ Devon mà các hoạt động magma bắt đầu ở tầng Frasnian và đạt đỉnh điểm vào các tầng famenne gây ra bởi một chùm manti. Kiến tạo mở rộng cũng tích cực nhất trong thời kỳ Famennian.
Đã có những gợi ý rằng Paleorift của Dnepr-Donets có liên quan đến tỉnh Kola Alkaline. Ngoài ra, vùng trũng Dnieper-Donetsk có thể được coi là một khu vực đầy hứa hẹn với các nguồn địa nhiệt. Phân tích kỹ thuật và kinh tế cho thấy, trên cơ sở giếng dầu và khí đốt DDZ, có thể xây dựng các nhà máy điện địa nhiệt với độ sâu khoan hoặc mở giếng lên tới 3 - 4,5 km. Ở độ sâu như vậy, 90% tiềm năng nhiệt của nước địa nhiệt trong các chân trời sản xuất dầu và khí đốt của các mỏ carbon không vượt quá 108 °C. Hai giếng từ độ sâu của các mỏ carbon có thể cung cấp 0,4 - 4,5 MW năng lượng nhiệt